# 圣罗贝尔 (洛特-加龙省)
圣罗贝尔（法語：Saint-Robert，法語發音：[sɛ̃ ʁɔbɛʁ]）是法国洛特-加龙省的一个市镇，属于阿让区。

## 地理
圣罗贝尔（44°14'48"N, 0°47'42"E）面积6.74 平方千米，位于法国新阿基坦大区洛特-加龍省，该省份为法国西南部内陆省份，北起多爾多涅省，西接吉倫特省和朗德省，南至热尔省，东临塔恩-加龙省和洛特省。
与圣罗贝尔接壤的市镇（或旧市镇、城区）包括：科扎克、拉罗克坦博、圣卡普赖德莱尔姆、索瓦尼亚、拉索沃塔德萨韦尔。

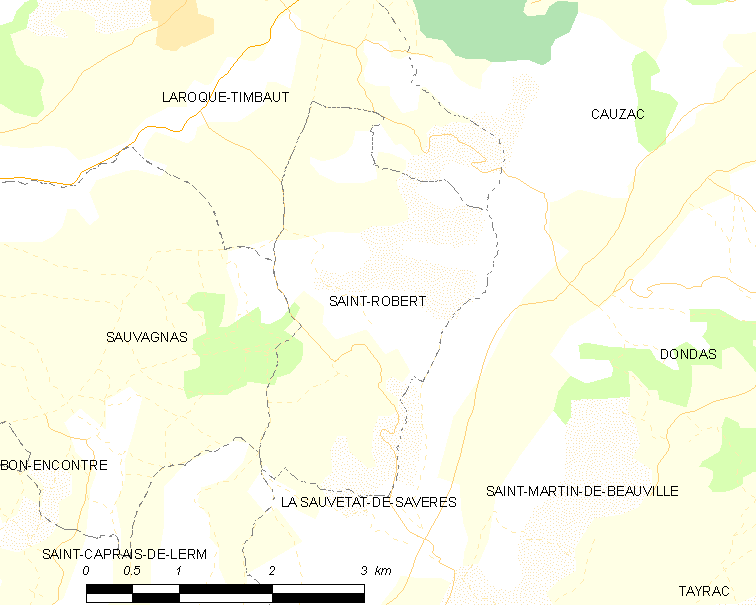
的OSM定位图

圣罗贝尔的时区为UTC+01:00、UTC+02:00（夏令时）。

## 行政
圣罗贝尔的邮政编码为47340，INSEE市镇编码为47273。

## 政治
圣罗贝尔所属的省级选区为塞尔地区县。

## 人口

1962-2008年间人口变化图示

圣罗贝尔于2022年1月1日时的人口数量为192人。